# Dirk-Hartog-Island-Nationalpark
Der Dirk-Hartog-Island-Nationalpark (englisch: Dirk Hartog National Park) ist ein Nationalpark auf Dirk Hartog Island in Western Australia. Die Insel bildet den Abschluss der Shark Bay im Westen zum Indischen Ozean hin und ist Teil der Shark Bay World Heritage Area, einem UNESCO-Welterbe.
Der Nationalpark liegt 850 Kilometer nördlich von Perth und ist über den Ort Denham auf der Péron-Halbinsel zugänglich. Gegründet wurde er im November 2009.

## Name
Der Nationalpark und die Insel sind nach Dirk Hartog benannt, einem holländischen Seefahrer, der am 25. Oktober 1616 am nördlichen Ende der Insel landete. Er war der zweite Europäer, der seinen Fuß auf Australien am heutigen Cap Inscription der Insel setzte. Er befestigte dort eine Plakette an einem Holzpfosten.

## Geographie

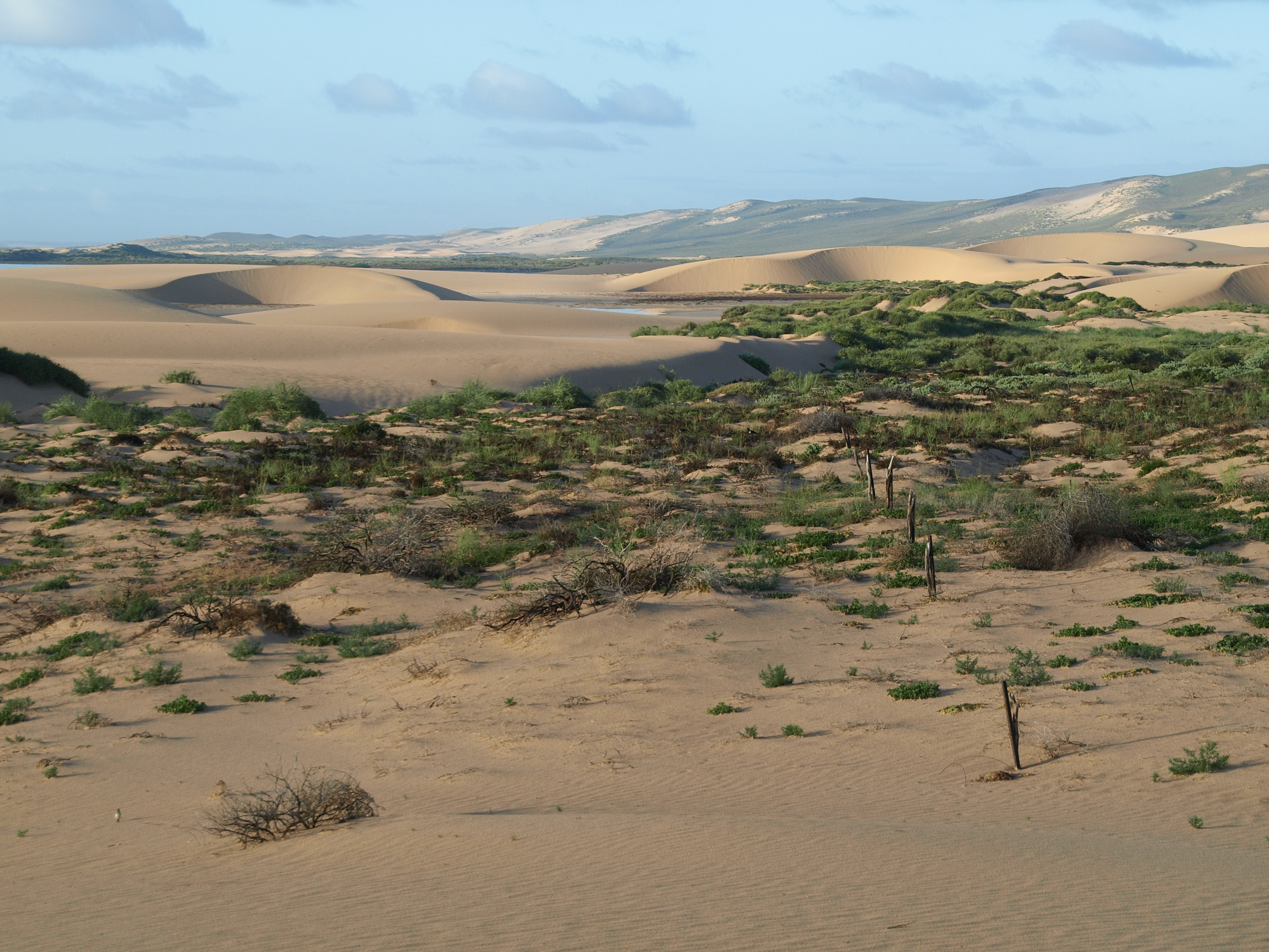
Blick über den Nationalpark

Die Insel besteht aus Kalkstein, der teilweise von Dünen bedeckt wird. Die Insel ist zum Teil von Gebüschen bewachsen.
Auf Cap Inscripton im Norden befindet sich der Cap-Inscription-Leuchtturm und ein Leuchtturmwärterhaus. Diese Gebäude wurden von 1908 bis 1910 erbaut. Der Leuchtturm wurde 1917 automatisiert und im Jahr 2012 wurde das Wärterhaus im Auftrag des Shire of Shark Bay wieder instand gesetzt.
Im Osten ist die Insel mit dem Shark-Bay-Marine-Nationalpark verbunden, einem Meeresschutzgebiet.
Im Westen der Insel erheben sich Kalksteinklippen bis zu einer Höhe von 150 Metern.
Im Süden von Quoin Bluff befinden sich Reste eines Armeepostens mit erkennbaren Resten eines steinernen Landestegs aus dem Jahr 1851.
Östlich von Dirk Hartog Island liegt die lange Péron-Halbinsel mit dem François-Péron-Nationalpark im nördlichen Teil und dem Ort Denham.

## Flora und Fauna
Um die Insel erstrecken sich große Seegrasfelder, eine Nahrungsquelle für Delfine und Dugongs. Es gibt auch Haie.
Die Inselstrände bilden einen wichtigen Eiablageplatz für die Unechte Karettschildkröte und die Grüne Meeresschildkröte. Des Weiteren werden Wale und Seeschlangen beobachtet.
Auf der Insel wurden 81 Vogelarten gezählt und 61 Arten von Zugvögeln, die dort rasten. Die Insel bildet mit Freycinet Island einen Teil einer Important Bird Area, ein Vogelschutzgebiet. Auf der Insel nistet eine endemische Unterart des Weißflügel-Staffelschwanz. Quoin Bluff, an der Ostküste der Insel gelegen, bildet eine bedeutsame Brutkolonie der Elsterscharbe.
Es leben auch Skinke, Amphibien, Krabben auf der Insel.

## Tourismus
Die Insel ist unbewohnt. Wegen der reichhaltigen Fischgründe wird die Insel vor allem von Anglern aufgesucht, aber auch wegen der weißen Sandstrände. Vom Festland aus kann die Insel mit einer Fähre erreicht werden.
Dirk Hartog Island kann betreten und mit allradgetriebenen Fahrzeugen befahren werden. Es gibt neun Campingplätze. Bevor die Insel betreten werden darf, ist eine Gebühr zu entrichten. Holzfeuer sind nicht erlaubt, und Müll darf auf der Insel nicht entsorgt oder vergraben werden. Fäkalien sind 100 Meter von den Campingplätzen 50 Zentimeter tief einzugraben.